# Wyatt Oleff
Wyatt Oleff, né le 13 juillet 2003 à Chicago (Illinois), est un acteur américain.
Il est connu pour avoir tenu le rôle de Stanley Uris dans le film d'horreur Ça ainsi que pour avoir joué le jeune Quill dans le film Marvel 2014 des Gardiens de la Galaxie.

## Biographie
Né à Chicago dans l'état de l'Illinois, il est le fils de Doug et Jennifer Oleff. Il a un frère aîné nommé Eli et deux sœurs plus jeunes.

## Filmographie

### Cinéma
- 2014 : Les Gardiens de la Galaxie : Quill, enfant
- 2014 : Someone Marry Barry
- 2017 : Ça d'Andrés Muschietti : Stanley Uris
- 2017 : Les Gardiens de la Galaxie Volume 2 : Quill, jeune
- 2019 : Ça : Chapitre 2 (It: Chapter Two) d'Andrés Muschietti : Stanley Uris
- 2025 : Karate Kid: Legends de Jonathan Entwistle

### Séries télévisées
- 2014 : Scorpion (saison 1, épisode 12)
- 2013 : Middle Age Rage (saison 1)
- 2013 : Once Upon a Time (saison 3, épisode 8) jeune Rumplestiltskin
- 2013 : Shake It Up (saison 3, épisode 25)
- 2012 : Suburgatory (saison 2, épisode 14)
- 2020 : I Am Not Okay with This : Stanley Barber (7 épisodes)
- 2023 : City on Fire : Charlie

### Clips vidéo
- 2017 : Santa's Coming For Us de Sia